# Čelje
Čelje je naselje v Občini Ilirska Bistrica.